# Nadieżda Rumiancewa
Nadieżda Wasiljewna Rumiancewa (ros. Наде́жда Васи́льевна Румя́нцева; ur. 9 września 1930 we wsi Potapowo w obwodzie smoleńskim, zm. 8 kwietnia 2008 w Moskwie) — radziecka i rosyjska aktorka filmowa i głosowa. W 1955 roku ukończyła studia na wydziale aktorskim Wszechzwiązkowego Państwowego Instytutu Kinematografii w Moskwie. Zmarła na nowotwór mózgu w Moskwie. Została pochowana na tamtejszym Cmentarzu Ormiańskim.

## Wybrana filmografia
- 1952: U progu życia[2]
- 1954: Na tropie U-202[3]
- 1959: Lekkoduchy i dziewczyna[4]
- 1961: Swobodny wiatr[5]
- 1961: Dziewczęta[6]
- 1963: Królowa stacji benzynowej
- 1964: Wesele Balzaminowa
- 1983: Żonaty kawaler

### Użyczyła głosu
- 1967: Kaukaska branka, czyli nowe przygody Szurika – Nina
- 1970: Białe słońce pustyni – Gulczataj
- 1971: Dwanaście krzeseł – Liza

## Nagrody i odznaczenia
- 1963 - Zasłużony Artysta RFSRR
- 1991 - Ludowy Artysta RFSRR